# IDBI Intech
 (janvier 2021).
Si vous disposez d'ouvrages ou d'articles de référence ou si vous connaissez des sites web de qualité traitant du thème abordé ici, merci de compléter l'article en donnant les références utiles à sa vérifiabilité et en les liant à la section « Notes et références ».
IDBI Intech Ltd (IIL) est une filiale de IDBI Bank crée en mars 2000.
IDBI Intech distribue des produits informatiques et des services aux entreprises du groupe IDBI, en se concentrant principalement sur le secteur banques, assurances et services financiers (« Banking, Financial Services and Insurance (BFSI) »).

## Histoire
IDBI Intech a été fondée en 2000.